# Canton d'Imphy
Le canton d'Imphy est un canton français situé dans le département de la Nièvre et la région Bourgogne-Franche-Comté.

## Histoire
Le canton a été créé par le décret du 23 janvier 1985 scindant le canton de Nevers-Rural.
Un nouveau découpage territorial de la Nièvre entre en vigueur à l'occasion des élections départementales de 2015. Il est défini par le décret du 18 février 2014, en application des lois du 17 mai 2013 (loi organique 2013-402 et loi 2013-403). Les conseillers départementaux sont, à compter de ces élections, élus au scrutin majoritaire binominal mixte. Les électeurs de chaque canton élisent au Conseil départemental, nouvelle appellation du Conseil général, deux membres de sexe différent, qui se présentent en binôme de candidats. Les conseillers départementaux sont élus pour 6 ans au scrutin binominal majoritaire à deux tours, l'accès au second tour nécessitant 12,5 % des inscrits au 1er tour. En outre la totalité des conseillers départementaux est renouvelée. Ce nouveau mode de scrutin nécessite un redécoupage des cantons dont le nombre est divisé par deux avec arrondi à l'unité impaire supérieure si ce nombre n'est pas entier impair, assorti de conditions de seuils minimaux.
Dans la Nièvre, le nombre de cantons passe ainsi de 32 à 17. Le canton d'Imphy, conservé, s'agrandit. Il passe de 6 à 9 communes, issues du canton d'Imphy (2 communes) et du canton de La Machine (7 communes). Il est entièrement inclus dans l'arrondissement de Nevers. Le bureau centralisateur est situé à Imphy.

## Représentation

### Représentation avant 2015
| Période | Période | Identité       | Étiquette | Qualité                                       |
| ------- | ------- | -------------- | --------- | --------------------------------------------- |
| 1985    | 1992    | Lucien Perrot  | PCF       | Ouvrier mouleur Maire d'Imphy (1971-1989)     |
| 1992    | 2015    | Georges Eymery | PS        | Médecin généraliste Maire d'Imphy (1989-2008) |

### Représentation à partir de 2015
| Période élective | Période élective | Mandat | Mandat   | Identité       | Nuance | Nuance | Qualité |
| ---------------- | ---------------- | ------ | -------- | -------------- | ------ | ------ | --- |
| 2015             | 2021             | 2015   | 2021     | Daniel Barbier |        | DVG    | Directeur C.F.A Agricole Maire de Thianges puis de La Machine Conseiller général du Canton de La Machine (1998-2015) |
| 2015             | 2021             | 2015   | 2021     | Joëlle Julien  |        | DVG    | Assistante commerciale Maire d'Imphy (2008-2020)                                                                     |
| 2021             | 2028             | 2021   | en cours | Daniel Barbier |        | DVG    | Conseiller sortant, 6ème Vice-Président du conseil départemental                                                     |
| 2021             | 2028             | 2021   | en cours | Joëlle Julien  |        | DVG    | Conseillère sortante, 7ème Vice-Présidente du conseil départemental                                                  |

### Résultats détaillés

#### Élections de mars 2015
À l'issue du 1er tour des élections départementales de 2015, deux binômes sont en ballottage : Daniel Barbier et Joëlle Julien (PS, 43,66 %) et Caroline Bas et Jacques Cordier (FN, 29,04 %). Le taux de participation est de 46,84 % (3 814 votants sur 8 142 inscrits) contre 53,03 % au niveau départemental et 50,17 % au niveau national.
Au second tour, Daniel Barbier et Joëlle Julien (PS) sont élus avec 62,28 % des suffrages exprimés et un taux de participation de 48,78 % (2 227 voix pour 3 972 votants et 8 142 inscrits).
Daniel Barbier, ancien membre du PS, a été candidat LREM aux élections sénatoriales de 2017.

#### Élections de juin 2021
Le premier tour des élections départementales de 2021 est marqué par un très faible taux de participation (33,26 % au niveau national). Dans le canton d'Imphy, ce taux de participation est de 30,39 % (2 295 votants sur 7 551 inscrits) contre 34,28 % au niveau départemental. À l'issue de ce premier tour, deux binômes sont en ballottage : Daniel Barbier et Joëlle Julien (DVG, 46,07 %) et Gérard Daguin et Coralie Douarne (PCF, 19,33 %).
Le second tour des élections est marqué une nouvelle fois par une abstention massive équivalente au premier tour. Les taux de participation sont de 34,36 % au niveau national, 37,18 % dans le département et 27,37 % dans le canton d'Imphy. Daniel Barbier et Joëlle Julien (DVG) sont élus avec 100 % des suffrages exprimés (1 528 voix pour 2 067 votants et 7 552 inscrits),,.

## Composition

### Composition jusqu'en 2015
Le canton d'Imphy regroupait 6 communes.
| Nom               | Code Insee | Codepostal | Superficie (km2) | Population (dernière pop. légale) | Densité (hab./km2) |
| ----------------- | ---------- | ---------- | ---------------- | --------------------------------- | ------------------ |
| Imphy (chef-lieu) | 58134      | 58160      | 16,62            | 3 637 (2012)                      | 219                |
| Chevenon          | 58072      | 58160      | 32,94            | 601 (2012)                        | 18                 |
| Gimouille         | 58126      | 58470      | 14,26            | 463 (2012)                        | 32                 |
| Magny-Cours       | 58152      | 58470      | 31,87            | 1 422 (2012)                      | 45                 |
| Saincaize-Meauce  | 58225      | 58470      | 21,48            | 416 (2012)                        | 19                 |
| Sauvigny-les-Bois | 58273      | 58160      | 29,64            | 1 536 (2012)                      | 52                 |

### Composition à partir de 2015
Le canton regroupe désormais :
- deux communes maintenues dans le canton d'Imphy : Imphy, Sauvigny-les-Bois ;
- sept communes issues de l'ancien canton de La Machine : Béard, Druy-Parigny, La Machine (Nièvre), Saint-Ouen-sur-Loire, Sougy-sur-Loire, Thianges et Trois-Vèvres.

| Nom                           | Code Insee | Intercommunalité             | Superficie (km2) | Population (dernière pop. légale) | Densité (hab./km2) | Modifier                                    |
| ----------------------------- | ---------- | ---------------------------- | ---------------- | --------------------------------- | ------------------ | ------------------------------------------- |
| Imphy (bureau centralisateur) | 58134      | CC Sud Nivernais             | 16,62            | 3 175 (2022)                      | 191                | modifier les données · modifier les données |
| Béard                         | 58025      | CC Sud Nivernais             | 7,71             | 161 (2022)                        | 21                 | modifier les données · modifier les données |
| Druy-Parigny                  | 58105      | CC Sud Nivernais             | 25,12            | 303 (2022)                        | 12                 | modifier les données · modifier les données |
| La Machine                    | 58151      | CC Sud Nivernais             | 17,95            | 3 213 (2022)                      | 179                | modifier les données · modifier les données |
| Saint-Ouen-sur-Loire          | 58258      | CC Sud Nivernais             | 23,71            | 482 (2022)                        | 20                 | modifier les données · modifier les données |
| Sauvigny-les-Bois             | 58273      | CC Loire et Allier           | 29,64            | 1 413 (2022)                      | 48                 | modifier les données · modifier les données |
| Sougy-sur-Loire               | 58280      | CC Sud Nivernais             | 32,92            | 590 (2022)                        | 18                 | modifier les données · modifier les données |
| Thianges                      | 58291      | CC Sud Nivernais             | 12,80            | 173 (2022)                        | 14                 | modifier les données · modifier les données |
| Trois-Vèvres                  | 58297      | CC Amognes Cœur du Nivernais | 7,65             | 243 (2022)                        | 32                 | modifier les données · modifier les données |
| Canton d'Imphy                | 5809       |                              | 174,12           | 9 753 (2022)                      | 56                 | modifier les données                        |

## Démographie

### Démographie avant 2015
| 1990  | 1999  | 2006  | 2011  | 2012  |
| ----- | ----- | ----- | ----- | ----- |
| 9 191 | 8 659 | 8 295 | 8 173 | 8 075 |

### Démographie depuis 2015
En 2022, le canton comptait 9 753 habitants, en évolution de −6 % par rapport à 2016 (Nièvre : −3,28 %, France hors Mayotte : +2,11 %).
| 2013   | 2018   | 2022  |
| ------ | ------ | ----- |
| 10 697 | 10 065 | 9 753 |